# Zolfo reduttasi
La zolfo reduttasi è un enzima appartenente alla classe delle ossidoreduttasi, che catalizza la seguente reazione:
riduzione dello zolfo elemento o polisolfuro a solfuro di idrogeno
Lo zolfo può essere ridotto con l'idrogeno come donatore in presenza di una idrogenasi, o mediante riduzione fotochimica, in presenza di fenosafranina.